# Sniadecki (cràter)

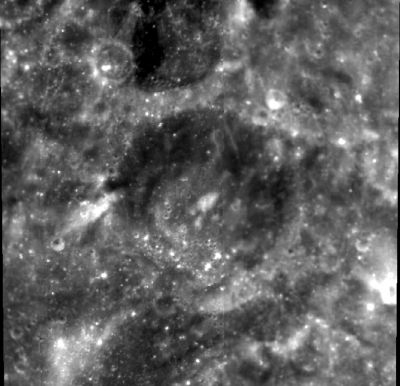
Fotografia de la missió Clementine (1994)

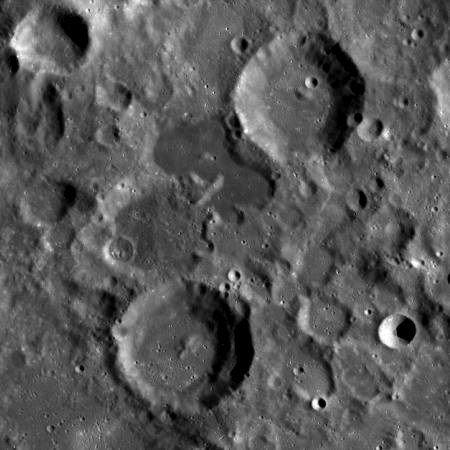
Fotografia de la missió Lunar Reconnaissance Orbiter

Sniadecki és un cràter d'impacte que pertany a la cara oculta de la Lluna. Al nord-est es troba una petita mar lunar, el Lacus Oblivionis, i al nord-oest apareix el cràter Bok.

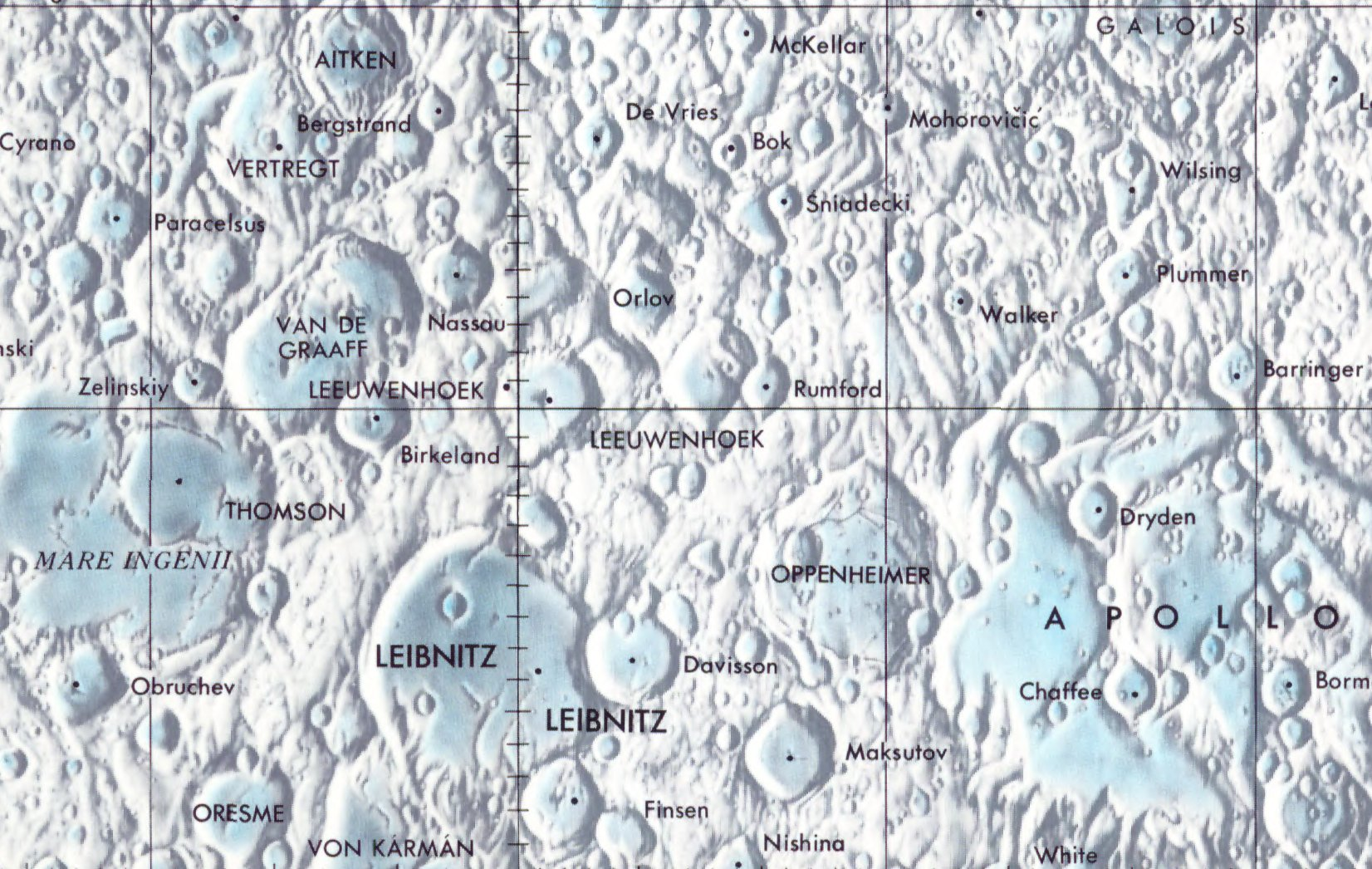
Localització d'Sniadecki (centre de la part superior de la imatge)

És un element circular amb forma de bol, que manca d'impactes significatius al seu interior. No obstant això, el cràter satèl·lit més gran, Sniadecki Q està unit a la vora exterior del sector sud-oest i ha alterat lleugerament el contorn de la vora. També es localitza un petit cràter unit a la vora exterior occidental.

## Cràters satèl·lit
Per convenció aquests elements són identificats en els mapes lunars posant la lletra en el costat del punt central del cràter que està més prop de Sniadecki.
|           | \| Sniadecki \| Coordenades \| Diàmetre \| \| --------- \| -------------------------------------- \| -------- \| \| F \| 22° 24′ S, 166° 54′ O / 22.4°S,166.9°O \| 12 km \| \| J \| 24° 42′ S, 166° 54′ O / 24.7°S,166.9°O \| 27 km \| \| Q \| 23° 00′ S, 170° 06′ O / 23.0°S,170.1°O \| 77 km \| \| Y \| 21° 06′ S, 169° 18′ O / 21.1°S,169.3°O \| 35 km \| |          |
| Sniadecki | Coordenades | Diàmetre |
| F         | 22° 24′ S, 166° 54′ O / 22.4°S,166.9°O | 12 km    |
| J         | 24° 42′ S, 166° 54′ O / 24.7°S,166.9°O | 27 km    |
| Q         | 23° 00′ S, 170° 06′ O / 23.0°S,170.1°O | 77 km    |
| Y         | 21° 06′ S, 169° 18′ O / 21.1°S,169.3°O | 35 km    |